# Tom Thacker

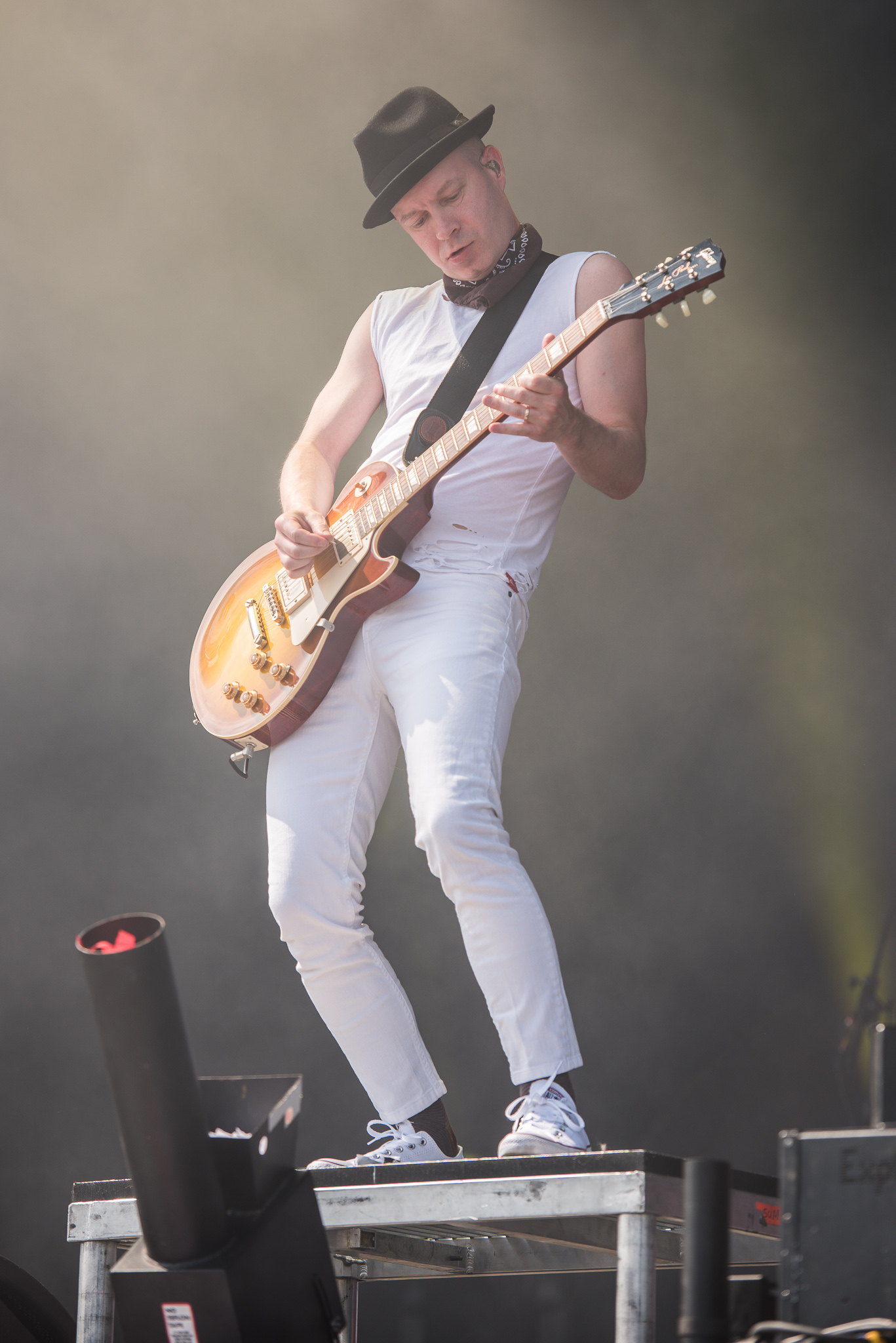
Tom Thacker - Rock im Park 2017

Thomas William Tom Thacker, född 11 april 1973 i Langley, British Columbia i Kanada är en kanadensisk musiker. Thacker är sångaren och en av två gitarrister i punk rock-bandet Gob. 
Thacker skapade Gob med Theo Goutzinakis, Wolfam Pat Ingrity och Kelly Macaulay. De släppte sitt debutalbum, Gob, 1994. Sedan de skrev avtal med Nettwerk och EMI har de släppt fem album. Den nuvarande basisten Steven, och trummisen Gabe, anslöt sig till bandet sedan de avverkat ett flertal andra basister. 2007 gick Thacker med i Sum 41 som turnémedlem på gitarr. Av huvudsångaren i Sum 41 (Deryck Whibley) fick han en Gibson Les Paul som han spelar med när han spelar med Sum 41. Han är andresångare i bandet.
Den 26 juni blev Thacker officiellt medlem i Sum 41 och inte bara turnémedlem. Den 20 juli 2009 gjordes det klart av trummisen i Sum 41 (Steve Jocz) att Thacker skulle vara med på nästa Sum 41-album. Thacker har många gånger sagt att han skrev låten "Panic Attack" för Sum 41:s senaste album Screaming Bloody Murder och har även bekräftat uppgifterna om att låten sedan dess har blivit omgjord och omdöpt till "Screaming Bloody Murder" av Deryck Whibley.